# Första mexikanska kejsardömet
Mexikanska kejsardömet (spanska: Imperio Mexicano) kallades Mexiko som monarki åren 1821–1823. Området bestod av tidigare Nya Spanien (inklusive Generalkaptenskapet Guatemala). Mexiko utropade sig snart som republik, även om monarkin var tillbaka under andra mexikanska kejsardömets år.